# Pomnik Mikołaja Kopernika w Piotrkowie Trybunalskim
Pomnik Mikołaja Kopernika w Piotrkowie Trybunalskim – posąg z brązu na betonowym cokole z granitową okładziną, odsłonięty 20 października 1973 roku przed budynkiem I Liceum Ogólnokształcącego im. Bolesława Chrobrego w Piotrkowie Trybunalskim.
Pomnik autorstwa Ludwiki Nitschowej przedstawia polskiego astronoma Mikołaja Kopernika w pozycji siedzącej, ze wzrokiem skierowanym ku niebu. Figura ma 1,8 m wysokości; do jej wykonania zużyto 3 tony brązu.

## Historia powstania pomnika
Organizacja Narodów Zjednoczonych do Spraw Oświaty, Nauki i Kultury (UNESCO) ogłosiła rok 1973 Rokiem Kopernikańskim. W Piotrkowie Trybunalskim postanowiono uczcić 500. rocznicę urodzin Mikołaja Kopernika pomnikiem wzniesionym w czynie społecznym. 
Harcerze i uczniowie szkół zbierali metale potrzebne do odlewu, pracownicy Piotrkowskiej Fabryki Maszyn Górniczych PIOMA zobowiązali się wykonać odlew posągu bezpłatnie, Ludwika Nitschowa podarowała miastu projekt pomnika bezinteresownie. Początkowo pomnik miał stanąć przed szpitalem na ulicy Rakowskiej; ostatecznie stanął przed budynkiem Liceum.